# バトルフィールド2 モダンコンバット
『バトルフィールド2 モダンコンバット』（Battlefield 2: Modern Combat, 略称：BF2MC）は、エレクトロニック・アーツより発売されたファーストパーソン・シューティングゲーム（FPS）。『BF2』を基にしているが、移植版ではなくオリジナルゲームである。

## 概要
今作は元々"Battlefield:ModernCombat"として開発されていた物であるため、PCで発売された『バトルフィールド2』とは異なるオリジナルゲームである。現代戦をテーマにした舞台となっており、プレイヤーは4ヵ国（アメリカ軍・中国軍・中東連合・欧州連合）に分かれて戦闘する。
これまでのシリーズ作品と変わってシングルプレイにチャレンジモードが追加されている。主にシングルプレイでは中東などのステージが多く、爆破物の設置・解除の任務や拠点制圧の任務が収録され、チャレンジモードでは搭乗車両のタイムレースや兵科毎の練習モードが制作されている。

## 兵科
今作では、5種類の兵科と装備している武器を使い分けながら上手く仮想の戦場を闘い抜かなければならない。

### 特徴
突撃兵
戦場において前衛を務める攻撃力に優れた兵科。30発を装填し射撃することのできるアサルトライフルは威力が高く、遠距離ではスナイパーライフルにも匹敵する命中精度がある。さらに、グレネードランチャーに加え手榴弾を装備するため、複数の敵兵士を同時に攻撃することも可能。スモークグレネードを使えば敵の狙撃兵から身を隠すことも可能である。しかし、戦車に対抗できる装備を所持していない唯一の兵科でもある。
狙撃兵
スナイパーライフルは威力が非常に高く、対人ではほぼ一撃の威力をもつ。装備するレーザー目標指示装置は目標の車両をしばらく狙い続けることでロックオンするという効果がある。ヘリにも使用できるため、ヘリにとってレーザー照準は脅威となる。また、前進観測システム（GPS）は周囲の敵の位置をしばらくマップ上に表示する。装填に時間が掛かるが、相手の位置を知ることは戦略上において非常に意味を成す。
特殊部隊
命中率が高いサブマシンガンを装備する兵科。中距離までならば十分にカバーすることができる。1発の威力はアサルトライフルよりは低いものの命中率でそれを補う特性の銃器。また、装備しているC4爆弾は非常に汎用性が高い。待ち伏せや車両破壊などいろいろな局面で使えるため、C4の扱い方で強さが変わるといっても過言ではない。ただし、C4は地雷とは異なり、プレイヤーが戦死してしまうと消えてしまう。愛好者の多い人気兵科でもある。
戦闘工兵
兵器の撃破に役立つロケットランチャー、修理が可能なブロートーチ、ショットガンを装備している。ショットガンは近距離での威力が非常に高く、命中させれば一撃あるいは致命傷を負わすほどの威力をもつ。ただし、距離が開くと威力も減るため癖の強い武器である。対戦車地雷も装備していて、仕掛けた地雷の上を車両が通過するとたとえ戦車でも破壊できる。対歩兵では心細いが対兵器では頼もしい兵科。
援護兵
主力武器として装弾数の多い軽機関銃を装備。命中率はあまり良いとはいえないため伏せ撃ちが必須となる。援護兵は衛生兵も兼ねており、オートインジェクターを使用すれば自分や味方の体力の回復も可能。迫撃砲要請は砲撃したい場所をしばらく狙い続けることでロックオン、その後目標地点に砲弾が雨あられと降り注ぐ。支援砲撃ほどの威力はないが敵の陣地制圧を阻止したり敵の狙撃兵を排除したりと、役立つ局面は多い。うまく命中させればMAVすら破壊可能。

## 登場武器
約50種類以上の実在する武器を装備して戦闘を繰り広げる。『BF2』や『BF2142』のようにアンロック武器というのはないが、キャンペーンモードでミッションを遂行して高得点を稼ぐことで持ち弾の数や装填弾数を増やしたりすることが可能（PC版のバトルフィールドのシステムにはないものである）。しかし、キャンペーンモードでアップグレードした武器をそのままマルチプレイに移植することはできない。

## 登場兵器
PC版では航空機が登場するが、家庭用ゲーム機のバージョンでは登場しない。

### 特徴
兵器には兵科関係なく搭乗可能。全てが戦闘工兵のブロートーチで修理できる。
敵側が使用していた装備であっても、車内・機内が無人であれば乗り込む事が可能。

## オンライン関係及びオンライン対戦方式
PS2専用ネットワークアダプターやPlayStation BB Unitを使用して、世界中のプレイヤーと対戦ができるモード。
プレイヤーは、アメリカ・ヨーロッパ・中国・中東連合・欧州（CPで言うNATO）のどれかに参加できるが、マップによって参加可能な勢力は限られる。最大12人対12人での対戦が可能。
基本的に自分が指定する条件のゲームを検索し、そのゲームに参加する方式を取る。その時点で参加可能なゲームをランダムに選択し、即座にゲームに接続する『クイックプレイ』も可能。次のマップの選択は、そのゲームに参加していたプレイヤーによる投票により決定する。コンクエストモードと、キャプチャー・ザ・フラッグ（CTF）モードがある。使用できる兵科・兵器はキャンペーンモードとほぼ同じだが、各勢力によって若干兵器の性能に違いがある。サーバーが日本国外にあるにもかかわらず、外国人とのラグも少なく、滑らかな動きが可能。しかし、チャット機能（ボイスチャットは可）やロビーがなく、他のプレイヤーとコミュニケーションが行えるのは戦場内のみとなる。メールでもアルファベットや記号しか使用できず、「ありがとう」と伝えたいものが「arigatou」となり、文章ともなれば非常に読みづらい。

### コンクエスト（Conquest）
FPSではお馴染みのモードである。プレイヤーはステージによって定められた国を選んで拠点の奪回や防衛を行う。それぞれに約450ポイント程のチケットがある。チケットは拠点の過半数の占拠や、敵陣営プレイヤーを倒すことで減少し、相手陣営のチケットを0にすることが目標のモード。ただし、制限時間が20分になっている。20分でどちらかの陣営のチケットが0にならない場合、チケットの多い陣営の勝利となる。チケットの差が僅差の場合は延長戦が行われる。

### キャプチャー・ザ・フラッグ （Capture The Flag）
CTF（シー・ティー・エフ）の通称で呼ばれる。両陣営は敵の旗を奪取し自軍の旗へと持ち帰ることによりチームとしての得点を得ることができる。マップはコンクエストと同様のマップを用いるが、1ラウンド当たりの時間が短い・兵器としてヘリが登場しない・弾薬ポイントや回復ポイントの位置が違う・固定武器の差異・コンクエストよりも狭い範囲で行うなどと違いが見られる。マップが狭いため敵との交戦が起きやすく、スピーディな展開となり腕が試されるため、上級者のプレイヤーが多い。攻撃と防衛のポジション分けが勝敗の鍵。

### マップ
本作のマップはPC版と全く違う仕様になっている。また、PS2版とXbox 360版ではマップ数が異なる。
- バック スタブ（Back stab）
- デッドリー パス（Deadly pass）
- ブリッジ トゥー ファー（Bridge too far）
- ダム メイジ（Dammage）
- ハーバー エッジ（Harbor edge）
- オナー（Honor）
- リトル ビッグ アイ（Little big eye）
- ミサイル　クライシス（Missile crisis）
- コールド フロント（Cold front）
- ロシアン ボーダー（Russian border）
- スペシャルオプス（Special Op）
- ザ ブラック ゴールド（The black gold）
- ザ ネスト（The nest）
- ヒドゥン（Hidden, Xbox 360版のみ）
- フル フロンタル（Full frontal, Xbox 360版のみ）
- フロスト バイト（Frost bite, Xbox 360版のみ）

## その他
- アメリカではXboxでも発売された。
- このゲームのBGMを作曲したのは、『メタルギアシリーズ』の作曲家として知られる、ハリー・グレッグソン＝ウィリアムズの弟・ルパート・グレッグソン＝ウィリアムズである。なお、次作である『バッドカンパニー』のデモムービーにおいては『メタルギアソリッド4』を意識した言動がある。

## 関連商品

### 単行本
- 'Battlefield 2: Modern Combat: Prima Official Game Guide (Pra Official Game Guides)' - 著：David Knight,Prima Pub